# Santa Coloma d'Argestues
Santa Coloma d'Argestues és una església del municipi de les Valls d'Aguilar protegida com a bé cultural d'interès local.

## Descripció
Edifici religiós d'una nau trapezoïdal coberta amb fusta, igual que l'absis. Semba que antigament era coberta amb volta. Té una porta adovellada al mur del costat de l'epístola. Campanar d'espadanya de dos ulls. Construcció rústega de pedres unides amb morter sense fer filades.